# Deutschland Tour
A Deutschland Tour Németország legnagyobb országúti kerékpárversenye. Az egyik legfiatalabb többnapos körverseny, a UCI ProTour versenysorozathoz tartozik. Korábban május és június környékén rendezték meg, de a 2005-ös UCI-tagság óta a Tour de France és a Vuelta a España között, augusztusban bonyolítják le. A hegyi szakaszokon a mezőny többször is átlépte már az országhatárt, jártak Ausztriában és Svájcban is.

## Története
A német körverseny a mai formájában nem túl hosszú múltra tekint vissza, ám már 1911-től voltak kísérletek egy többnapos körverseny elindítására. Az első verseny távja 1500 km volt, ám nem vált igazi nemzetközi versennyé. Ezt számos sikertelen próbálkozás követte a legváltozatosabb körülmények között. 1931-ben nemzetközi mezőny indult el a 4000 km hosszú első „igazi” körversenyen. 1937 és 1939 között jól szervezett és izgalmas versenyek zajlottak.
A háborút követően már 1946-ban sor került az első versenyre, ekkortól hordott az összetettben vezető fehér trikót. 1948-ban Hermann Schwartz szervezésével már pénzdíjat tudtak kiírni, ám Schwartz halálával a verseny is megszűnt 1953-ban.
1960-ban írták ki az első szponzorált körversenyt "Internationale Afri-Cola Deutschland-Rundfahrt" néven, azonban ez a próbálkozás is csak három évet élt meg. 1979-ben találtak újra névadó szponzort, sajnos újra csak egy évre, majd a Sport Promotion GmbH vette át a szervezést. A felhalmozódott veszteségek miatt a verseny 1983-ban megszűnt.
Egy hosszabb szünet után 1998-ban újabb cég alakult a hagyományok felélesztésére. Ezúttal sikerült megteremteni a kerékpársport elitjének megfelelő színvonalú versenyt professzionális szervezéssel, lebonyolítással és kísérőprogramokkal.

## Dobogósok
| Év   | Győztes                   | Második                | Harmadik                   |         |
| ---- | ------------------------- | ---------------------- | -------------------------- | ------- |
| 1911 | Hans Ludwig               | Adolf Huschke          | Hans Hartmann              |         |
| 1922 | Adolf Huschke             | Paul Kohl              | Wilhelm Siewert            |         |
| 1927 | Rudolf Wolke              | Eric Reim              | Richard Rosch              |         |
| 1930 | Hermann Buse              | Kurt Stöpel            | Oskar Tietz                |         |
| 1931 | Erich Metze               | Oskar Thierbach        | Nicolas Frantz             |         |
| 1937 | Otto Weckerling           | Ludwig Geyer           | Fritz Diederichs           |         |
| 1938 | Hermann Schild            | Frans Bonduel          | Otto Weckerling            |         |
| 1939 | Georg Umbenhauer          | Robert Zimmermann      | Fritz Scheller             |         |
| 1947 | Erich Bautz               | Fritz Diederichs       | Richard Voigt              |         |
| 1948 | Philipp Hilbert           | Erich Bautz            | Fritz Scheller             |         |
| 1949 | Harry Saager              | Erich Bautz            | Reinhold Steinhilb         |         |
| 1950 | Roger Ghyselinck          | Matthias Pfannenmüller | Otto Schenk                |         |
| 1951 | Guido De Santi            | Fritz Schär            | Raymond Impanis            |         |
| 1952 | Isidoor De Ryck           | Marcel De Mulder       | Raymond Impanis            |         |
| 1955 | Rudi Theissen             | Franz Reitz            | Hennes Junkermann          |         |
| 1960 | Albertus Geldermans       | Jef Planckaert         | Klaus Bugdahl              |         |
| 1961 | Friedhelm Fischerkeller   | Hennes Junkermann      | Piet Rentmeester           |         |
| 1962 | Peter Post                | Lode Troonbeeckx       | Roger Baens                |         |
| 1979 | Dietrich Thurau           | Aad van den Hoek       | Francesco Moser            |         |
| 1980 | Gregor Braun              | Tommy Prim             | Marino Lejarreta           |         |
| 1981 | Silvano Contini           | Theo de Rooij          | Tommy Prim                 |         |
| 1982 | Theo de Rooij             | Paul Haghedooren       | Ludo Peeters               |         |
| 1999 | Jens Heppner              | Andreas Kappes         | Christian Wegmann          |         |
| 2000 | David Plaza               | Andreas Klöden         | Udo Bölts                  |         |
| 2001 | Alekszandr Vinokurov      | Aitor Garmendia        | Rolf Aldag                 |         |
| 2002 | Igor González de Galdeano | Aitor Garmendia        | Tobias Steinhauser         |         |
| 2003 | Michael Rogers            | José Azevedo           | Alekszandr Vinokurov       |         |
| 2004 | Patrik Sinkewitz          | Jens Voigt             | Jan Hruška                 |         |
| 2005 | Levi Leipheimer           | Jan Ullrich            | Georg Totschnig            |         |
| 2006 | Jens Voigt                | Levi Leipheimer        | Andrey Kashechkin          |         |
| 2007 | Jens Voigt                | Levi Leipheimer        | David López García         |         |
| 2008 | Linus Gerdemann           | Thomas Lövkvist        | Janez Brajkovič            |         |
| 2018 | Matej Mohorič             | Nils Politt            | Maximilian Schachmann      |         |
| 2019 | Jasper Stuyven            | Sonny Colbrelli        | Yves Lampaert              |         |
| 2020 | törölve                   | törölve                | törölve                    | törölve |
| 2021 | Nils Politt               | Pascal Ackermann       | Alexander Kristoff         |         |
| 2022 | Adam Yates                | Pello Bilbao           | Ruben Guerreiro            |         |
| 2023 | Ilan Van Wilder           | Felix Großschartner    | Danny van Poppel           |         |
| 2024 | Mads Pedersen             | Danny van Poppel       | Tobias Halland Johannessen |         |